# Josef Zouhar
Josef Zouhar (* 8. října 1943 Senetářov) je český římskokatolický kněz brněnské diecéze, dlouholetý farář v Hodoníně a papežský kaplan. Od roku 2002 je také prezidentem Diecézní charity Brno.

## Život
Pochází z devíti sourozenců, kněžími bylo i jeho šest strýců. Po maturitě na jedenáctileté střední škole v Blansku v roce 1960 vstoupil do olomouckého kněžského semináře. Teologické studium ukončil roku 1965, na litoměřické Cyrilometodějské bohoslovecké fakultě pak v letech 1967 až 1968 působil jako asistent. Po kněžském svěcení, které přijal 23. června 1968 v Brně, se stal kaplanem v Jedovnicích. V roce 1970 byl přeložen do Moravské Nové Vsi, kde se přičinil o vybudování elektrického vytápění a osazení dvojitých oken ve všech třech kostelích tamní farnosti. Od roku 1973 působil jako administrátor farnosti Ždánice a od roku 1979 také jako administrátor excurrendo v Lovčicích u Kyjova.
V srpnu 1989 se stal farářem v Hodoníně a roku 1990 také děkanem hodonínského děkanátu, v letech 1993 až 1999 byl rovněž okrskovým vikářem hodonínského vikariátu. V letech 2000 až 2002 navíc spravoval excurrendo farnost Lužice u Hodonína, od května 2022 dočasně farnost Mikulčice. Od prosince 2002 je také prezidentem Diecézní charity Brno. Dne 6. prosince 2006 jej papež Benedikt XVI. jmenoval kaplanem Jeho Svatosti. Kromě toho Josef Zouhar získal Výroční cenu města Hodonína za rok 2007 a od března 2014 působí rovněž jako biskupský delegát pro oblast charitativní činnosti církve v brněnské diecézi. V roce 2023 byl udělen ocenění Pro Ecclesia et Pontifice.